# Тувинська автономна область
Тувинська Автономна Область (рос. Туви́нская авто́номная о́бласть, тув. Тыва автономнуг область) — колишня автономна область Радянського Союзу створена 11 жовтня 1944, після анексії Тувинського Народної Республіки Радянським Союзом. 10 жовтня 1961 була перетворена на Тувинську Автономну Радянську Соціалістичну Республіку..